# Clavodorum bengalorum
Clavodorum bengalorum är en ringmaskart som beskrevs av Fauchald 1974. Clavodorum bengalorum ingår i släktet Clavodorum och familjen Sphaerodoridae. Inga underarter finns listade i Catalogue of Life.